# 계명대학교 동산도서관
계명대학교 동산도서관(啓明大學校童山圖書館)은 계명대학교의 중앙도서관으로 명예총장이신 동산(童山) 신태식 박사를 기념하여 세운 도서관이다.

## 역사
1958년 바우어 기념도서관(Bauer Memorial Library)으로 개관하였다.

## 특징
전국 사립대학교 도서관 중 가장 많은 국가보물을 소장하고 있는 도서관이다.

## 소장 문화재
용비어천가, 역옹패설, 신한첩 등 21종 93책의 국가보물을 소장하고 있다.

## 사진첩
동산도서관 사진

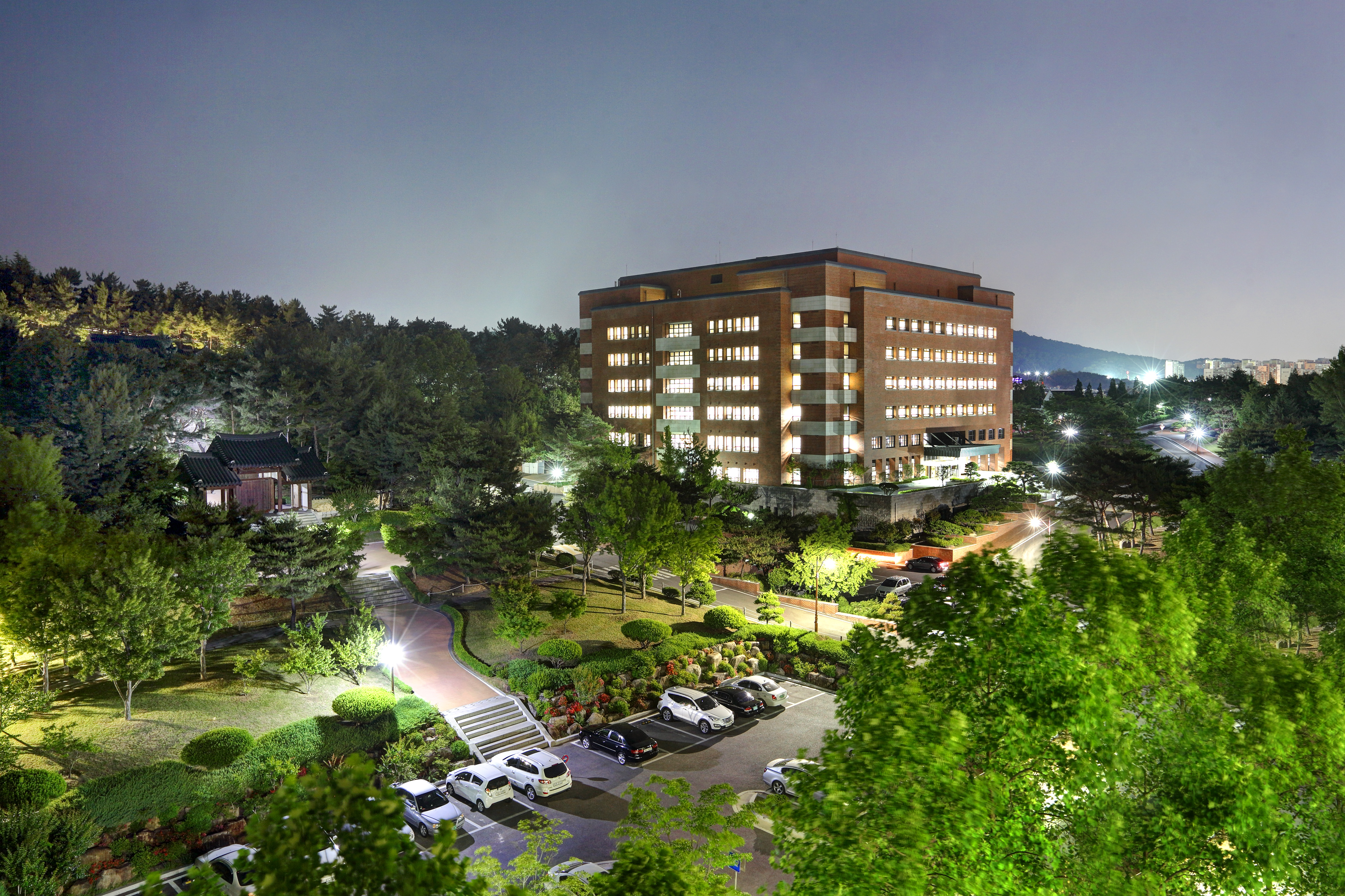
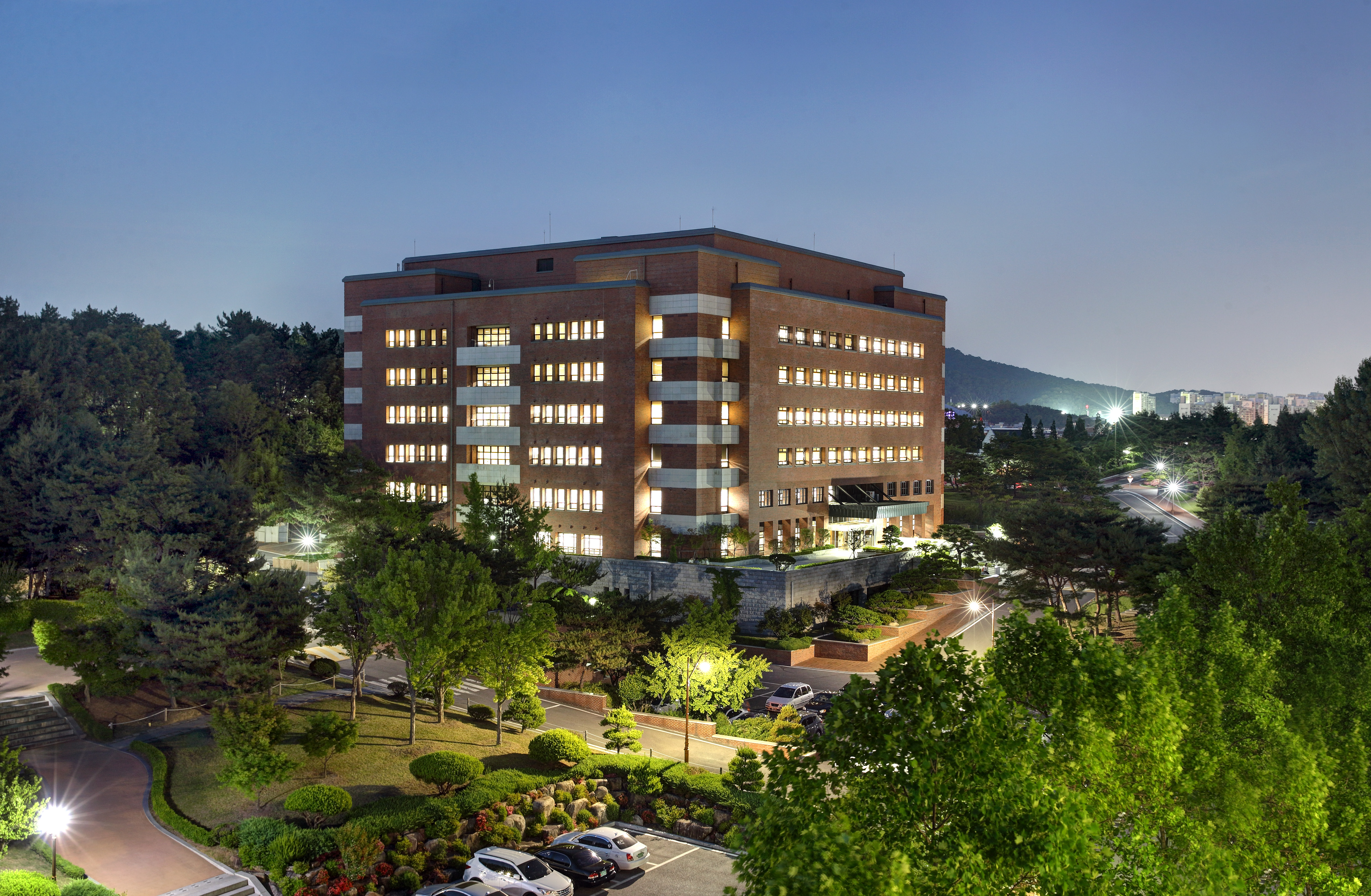
동산도서관 야경